# Hundert ahnmutig und sonderbahr geistlicher Arien
Hundert ahnmutig und sonderbahr geistlicher Arien är en koralbok utgiven 1694 i Dresen. Den är källa för minst en melodi som använts till två psalmer i 1819 års psalmbok enligt 1921 års koralbok med 1819 års psalmer, 40 och 284. Trots utgivningsår förekom den inte som melodi i 1695 års psalmbok.

## Psalmer
- Mänska, i ditt hjärta står (endast 1819 nr 40) "Melodins huvudtext"
  - I din vård, som räcker till (endast 1819 nr 284)